# Shōmyō
Shōmyō (声明?   , kyuujitai: 聲明) es la música litúrgica budista que consiste en la recitación coral de los sutras, bajo una melodía simple y sin acompañamiento musical.
Aunque ya se practicaba en el período Nara, fue nuevamente importada desde China por los monjes Saichō (最澄, 767- 822) y Kūkai (空海, 774-835) que dieron nacimiento a las dos tradiciones: Shōmyō Tendai (声明天台) y Shōmyō Shingon (声明真言). El Shōmyō influyó fuertemente en la música, sobre todo en el Honkyoku (平曲), declamaciones del Heike monogatari (平家物語), y en el yōkyoku (謡曲), declamaciones del teatro Nō (能).